# Gastón Magnetti
Gastón Orlando Magnetti (sinh ngày 19 tháng 1 năm 1985) là một cầu thủ bóng đá người Argentina-Tây Ban Nha thi đấu cho FC Chiasso ở Giải bóng đá hạng nhất quốc gia Thụy Sĩ.